# Wysoka (Dolina Będkowska)

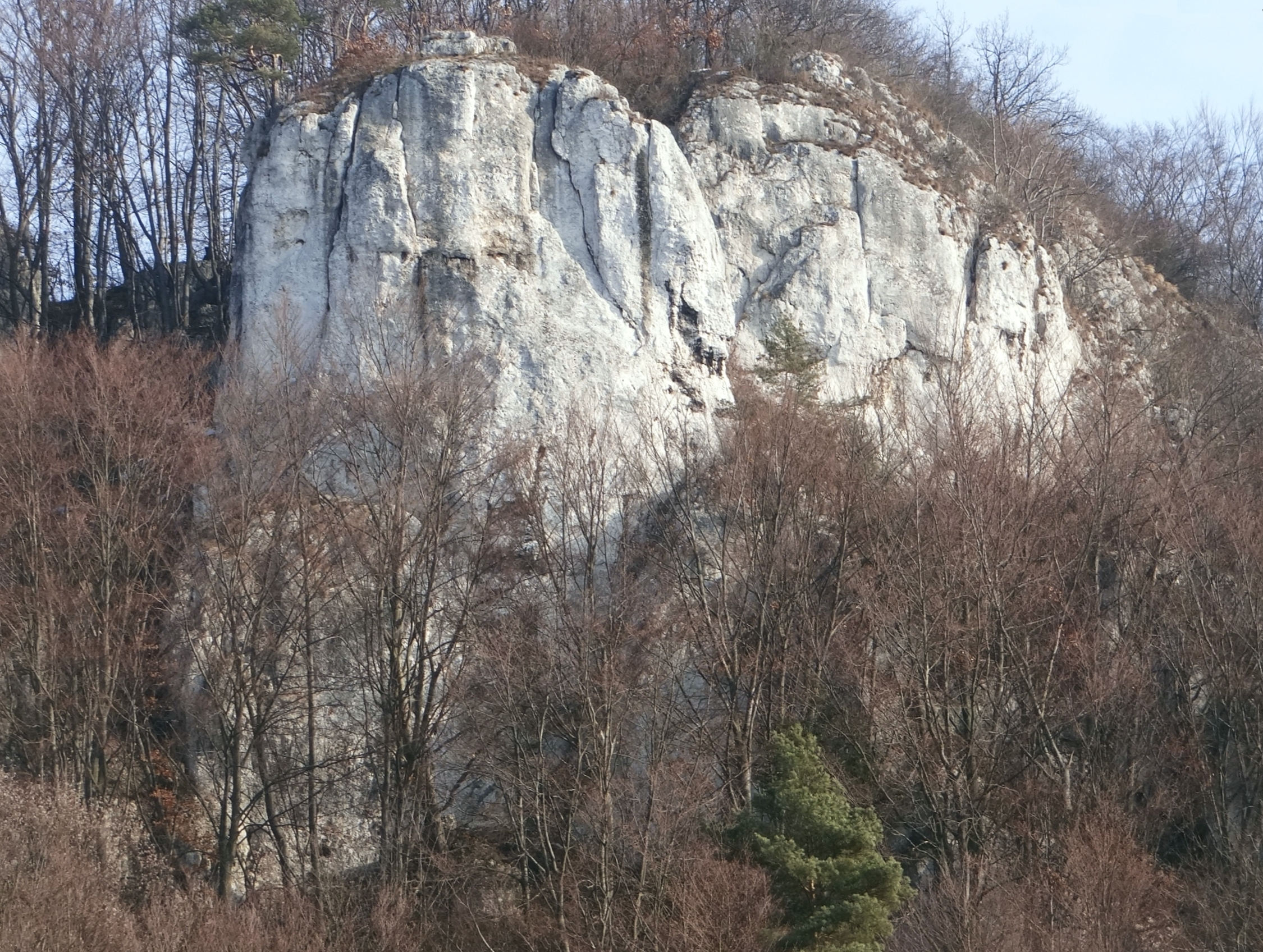
Grań za Wysoką i Wysoka (po prawej stronie)

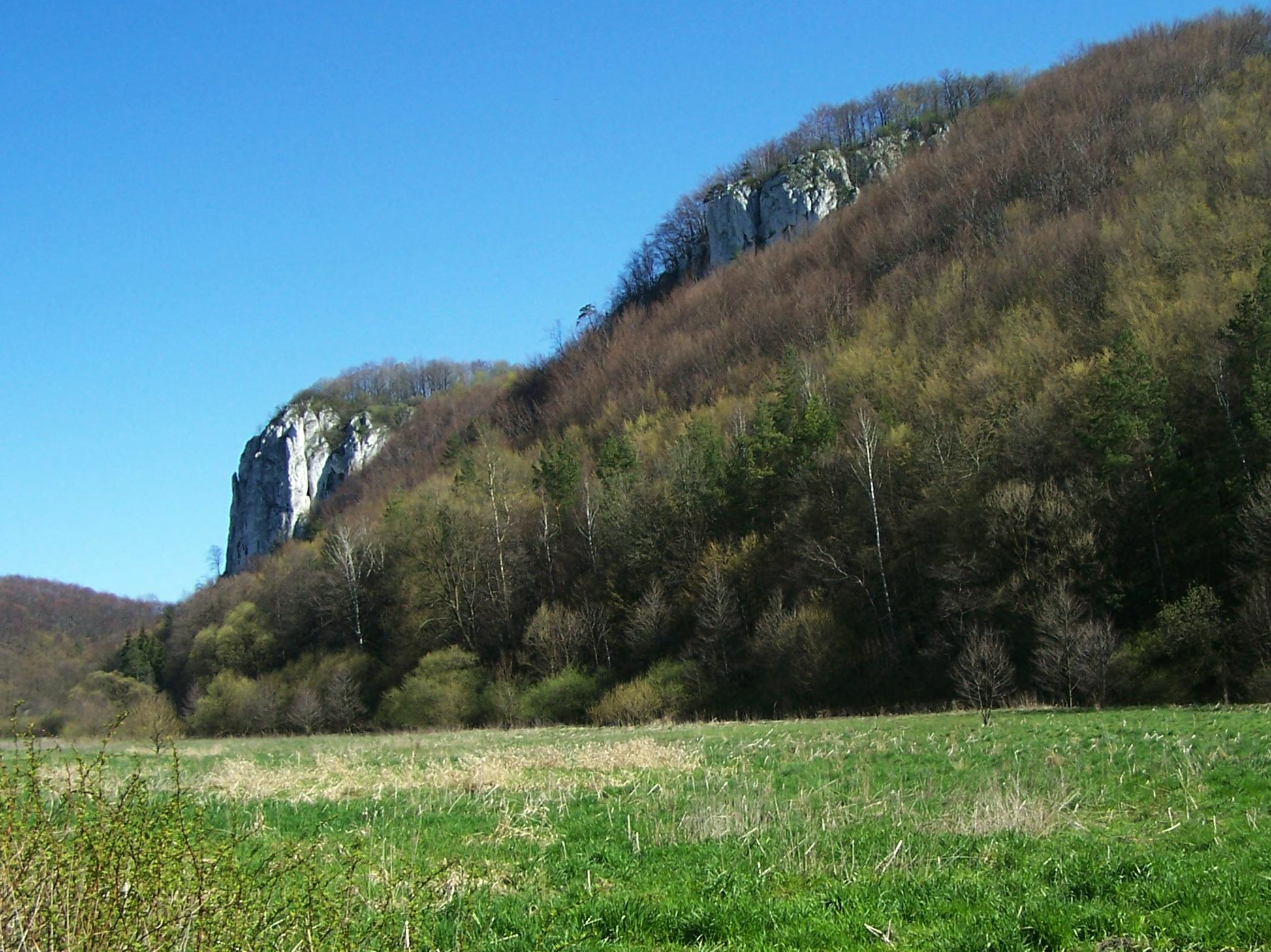
Sokolica (po lewej) i Grupa Wysokiej (po prawej)

Wysoka – skała w dolnej części Doliny Będkowskiej na Wyżynie Krakowsko-Częstochowskiej. Znajduje się na lewym orograficznie zboczu doliny, w górnej części tego zbocza, pomiędzy Sokolicą a Bramą Będkowską. Znajduje się bezpośrednio po południowej stronie Grani za Wysoką (przylega do niej). Administracyjnie znajduje się w granicach wsi Będkowice w województwie małopolskim, w powiecie krakowskim, w gminie Wielka Wieś.

## Drogi wspinaczkowe
Wysoka I
1. Brzydkie kaczątko; III, 0 m
2. Wiewiórka łysa skórka; 3r + st, VI+, 10 m
3. Buk zapłać; 3r + st, VI.1, 10 m
4. Buk z tobą; 4r + st, VI+, 11 m
5. Gra i bucy; 4r + st, VI.1+, 10 m
6. Opowieści dziwnej treści; 5r + st, VI.2+, 11 m

Wysoka II
1. Lewy kant Wysokiej; 9r + st, VI, 30 m
2. Double trouble lewy; 10r + st, VI.1+/2, 30 m
3. Wysoka rysa; 1r, VI+, 30 m
4. Trzy rzeczy możliwe; 11r + st, VI.3, 30 m
5. Trzy rzeczy niemożliwe; 10r + st, VI.2+, 30 m
6. Double trouble prawy; 10r + st, VI.2, 30 m
7. Piętnaście ośmiotysięczników; 11r + st, VI.2, 32 m
8. Spacerologia; 11r + st, VI.3+, 30 m
9. Gorączka białego złota; 11r + st, VI.3, 30 m
10. Lewa rysa do Ogrodu; rz, III, 15 m
11. Dziewięciotysięcznik; 10r + st, VI.3, 30 m
12. Chwycił Kozak Tatarzyna; 2r, VI.1, 30 m
13. Wysokie progi; 9r + st, VI.2, 30 m

Sarkofag I
1. Środkowa rysa do Ogrodu; 5r + rz, IV+, 12 m
2. Prawa rysa do Ogrodu; 1h + rz, V, 12 m

Sarkofag II
1. Droga Pokutników; III, 11 m
2. Zemsta faraona; 4r + st, VI.1, 10 m
3. Śmierć faraona; 4r + st, VI.2, 10 m
4. Prostowanie śmierci faraona; 4r + st, VI.2+,10 m
5. Prawa zemsta faraona; 3r + st, VI.2, 10 m
6. Hatszepsut; 4r + st, VI.3, 10 m
7. Skarabeusz; 3r + st, VI+, 9 m

Ściana nad Ogrodem I
1. Prawy kant Wysokiej; V+, 11 m
2. Ogrody Pokutników; III, 10 m
3. Cham solo; IV, 10 m

Ściana nad Ogrodem II
1. Aleja róż; 5r + st, + rz, IV+, 12 m
2. Władza dała kał; 1r + rz, VI+, 11 m
3. Rysa nad Ogrodem; st, VI.1+, 12 m

Ściana nad Ogrodem III
1. Niesubordynacja; VI+, 12 m
2. Uczeń ogrodnika; 6r + st, VI.4, 12 m[3].

Na szczycie Wysokiej istniał niewielki gród. Ślady dużo większego grodziska odkryli archeolodzy na sąsiedniej skale Sokolica.